# Mari Ito
Mari Ito  (イトウ マリ, Tokio, 1980) es una artista contemporánea japonesa. Algunos de sus trabajos están realizados en 2D; además realiza escultura.

## Biografía
Nació en Tokio, Japón en 1980. En el 2006 se mudó a Barcelona, España, en donde diversas galerías y museos, difunden sus exposiciones. En varias partes del mundo sus exposiciones permiten conocer más sobre sus obras. Sus piezas representan temas significativos y simbólicos. Durante sus años de secundaria decidió bajo la influencia de su abuelo, estudiar pintura. Para el año 2003 estudió en la Universidad de Bellas Artes y Diseño en Joshibi, Japón.

## Obra

### Características de sus obras
Sus obras tienen como influencia la tradición japonesa, desde la pintura con el estilo nihonga y sobre el arte occidental. Su técnica emplea las pinturas sobre papel japonés, denominados Kadoidewashi y oguniwashi. Este tipo de técnicas son originarias de Japón, incluso el material y la preparación de sus obras, a su vez con la elaboración de las tintas y pigmentos, los que contienen elementos naturales. Asimismo utiliza piedras preciosas, minerales, conchas. Las herramientas son exclusivamente japonesas como el fude, que es un pincel.
Los materiales son encargados e importados a Barcelona. Sus obras contienen representaciones florales que provienen de la tradición ikebana, un arte del arreglo floral. Las flores tienen un significado, el cual antes de representarlo en un lienzo, debe estudiarse; estas contienen características específicas, incluso en el uso de los colores.
Las representaciones son características y coloridas, provienen de sus propios pensamientos, ideales y emociones. Se encuentran colores fríos, cálidos e incluso llamativos, pero en su mayoría son cálidos y dinámicos. En sus obras se puede observar autorretratos, los cuales se relacionan con su yo interior y su experiencia proviene de la teoría del psicoanálisis de Sigmund Freud.
El psicoanálisis es una teoría sobre el funcionamiento de la mente y una práctica terapéutica, desarrollada por Freud entre 1885 y 1939. Por medio de esta teoría es que Mari ito representa sus obras como una forma de expresar los sentidos, pensamientos y adentrarnos a ellos. En este sentido en Japón se dice que cuando alguien tiene una flor es que tiene encanto.
Cada persona es distinta desde creencias, sentidos y pensamientos, por lo tanto, en sus obras ninguna flor será parecida, algunas serán muy coloridas, grandes o pequeñas. Esta forma de presentación toma sobre la creencia que en Japón es poco común expresar emociones. A través de las composiciones florales, trata de plasmar los estados de ánimo, los sentimientos y situaciones concretas del ser humano, desde los más positivos hasta los más oscuros. Sus obras tienen en particular la representación de jardines muy coloridos, estos no son representados como se conocen normalmente, son un tipo de jardines con representaciones de sueños. 
En sus obras tomará puntos críticos de sucesos importantes en Japón desde críticas sociales, políticas, hasta momentos dolorosos en su historia como lo fueron las bombas atómicas en Hiroshima y Nagasaki en 1945, al igual que el accidente nuclear en Fukushima en 2011.
La obra El origen del deseos o los malos deseos tendrá por consiguiente elementos que nos den referencia hacia los acontecimientos en Japón, en esta se observa, un volcán en erupción y como lo que dentro de este humeral están representadas diversas flores y una mezcla de colores rosados, verdes, rojos, naranjas, etc. Este humo tiene una gran similitud con la nube que se forma al explotar una bomba atómica o nuclear, se observa en el fondo un azul lapislázuli que remite a unas nubes.
Puede asociarse a esta artista con la corriente del surrealismo, esta se basa precisamente en las corrientes psicoanalíticas, que van desde el mundo del inconsciente y sobre lo racional. Algunos artistas que se adentraron a esta corriente son Remedios Varo, Leonora Carrington, entre otras.
Como principales influyentes en sus obras son Yayoi Kusama, Takashi Murakami, quien tendrá una gran influencia sobre el arte occidental y hacia el nohonga y Georgia O’Keeffe.
Mari ito es una artista que refleja su humor dentro de sus obras, otro acontecimiento importante es una intervención pictórica en un metro de Barcelona. Una de sus obras exposiciones más importantes es “El jardín de los deseos del Japón contemporáneo”. En esta exposición se dieron a conocer diversas obras de la artista, así como se implementaron talleres con un cupo limitado personas. En estos talleres las personas experimentan y conocen el proceso creativo de la artista, para mostrar una forma de entender su producción.

## Exposiciones
2007 
- Christmas collection, Galería Zenbu, Barcelona, España.
- Japanese Artists, Galería Zenbu, Barcelona, España.

2008
- Mari ito, Galería Zenbu, Barcelona, España.

2009
- Via art 09, Shinwa art Museum, Tokio, Japón
- Asian Young Artist 4, The world that drips, Keumsan Gallery, Tokio, Japón
- El Japón de Jordi Sierra, Masia Museu Serra, Barcelona, España.

2011
- De origen del desing, Vinart, Igualada, España.

2012
- El origen del deseo -nacimiento-, La Cerverina d'Art, Cervera, España
- El origen del deseo -nacimiento-, Galería Esther Montoriol, Barcelona, España
- El origen del deseo -nacimiento-, nap gallery, Tokio, Japón
- El origen del deseo, Zeit Foto Salon, Tokio, Japón

2013
- El origen del deseo, TK Galeria d'Art, Barcelona, España

2014
- Invisible, nap gallery, Tokio, Japón

2016
- Mari Ito, Zeit Foto Salon, Tokio, Japón

2017  
- ITOMARISMO, nap gallery, Tokio, Japón

2018   
- "ITOMARISM KALEIDOSCOPE" Jankossen Contemporary Art Gallery, Nueva York

2019   
- Mari Ito Barcelona 2009‐2019, Gallery Hakudohtei, Tokio, Japón
- Mari Ito, Torreón Fonrtea, Zaragoza, España.[8]